# ハイドパーク・ミュージック・フェスティバル
ハイドパーク・ミュージック・フェスティバル（HYDE PARK MUSIC FESTIVAL）は、かつて埼玉県狭山市狭山稲荷山公園で開催されていたロックフェスティバル。2005年、2006年と開催されたが2007年には資金難のため中止となった。

## 概要
2005年には園内初の本格的な音楽イベント（ロック・フェスティバル）として「HYDE PARK MUSIC FESTIVAL」が開催された。かつて狭山市・入間市にあった米軍払い下げの軍人用住宅(通称『ハウス』)に住んでいた元はっぴいえんど・YMOの細野晴臣を中心に、氏の友人や、氏の楽曲を聴いて育ったミュージシャンなどが集結した。
イベント最終日の9月4日夜、関東地方は歴史的な局地豪雨が降り、夜7時の時点でも豪雨は止まず排水機能がパンク。すり鉢状の観覧スペースに濁流が発生し、深さ40～50cmの池が出現するなど、かつてのフジロック・フェスティバルでの悪天候を思い出させるような事態に見舞われた。観客の間でもイベント中止が囁かれたが、不思議なことに、大トリの細野晴臣の前に佐野元春が登場すると共に雨が止み、この2組の演奏が終わりイベントが終了すると再び土砂降りとなった。
稲荷山公園は中規模な公園で、隣にはすぐ住宅地が広がっている為騒音問題やゴミ問題も心配されたが、大きなトラブルも無く無事終了。幅広い年齢層の観客が思い思いのスタイルで楽しみ、近年の『若者だけのフェス』ブームに一石を投じるイベントとなった。このイベントの模様はフジテレビ721やNACK5で放送され、今後の定期的開催も計画されていた。

## 歴史

### 2005年
- 細野晴臣、小坂忠、鈴木茂、鈴木慶一／鈴木博文／武川雅寛 (from Moonriders)、洪栄龍、麻田浩&Muddy Greeves、佐野元春&ザ・ホーボー・キング・バンド、森山良子、ブレッド&バター、センチメンタル・シティ・ロマンス、高野寛&佐橋佳幸、エリック・アンダースン、マーク・ベノ、SAKEROCK etc.

### 2006年
- 2006年は9月9日・10日に開催された。また同年、運営主体として特定非営利活動法人「ハイドパーク・ミュージック・フェスティバル協会」が設立され、定期開催に向けての体制を整えた。
- ハンバートハンバート、中村まり、ハンズ・オブ・クリエイション、オレンジ・カウンティ・ブラザーズ、あがた森魚、武川雅寛、矢野誠、渡辺勝、渡辺亮、高田漣、佐久間順平、今野英明、河合徹三、アサイラム・ストリート・スパンカーズ、向井秀徳アコースティック＆エレクトリック、伊藤銀次 with Friends（杉真理 &村松邦男）、Tokyo Local Honk、湯川潮音、bonobos、Double Famous、狭山バンド（洪 栄龍、徳武弘文、和田博己、林 敏明 、岩渕まこと、他）、木村充輝、近藤房之助、有山じゅんじ、ジョン・コーワン・バンド、遠藤賢司バンド（エンケン、湯川トーベン、石塚俊明）、フォーク・クルセーダース（加藤和彦、足柄金太、坂崎幸之助）etc.

### 2007年
- 2007年は9月8日・9日に開催される予定であったが、資金難のため中止となった。

### 2023年
4月29日・30日に開催されると発表された。
【出演予定】ムーンライダーズ、きたやまおさむ、松山猛、田島貴男(オリジナル・ラブ)、佐野史郎、サニーデイ・サービス、久保田麻琴、民謡クルセイダーズ、トクマルシューゴ、関口スグヤ(ex:KEEPON)、いーはとーゔ and more…
https://hydeparkmusic.jp/